# Gossip (протокол)
Gossip (англ. сплетник) — это группа протоколов в одноранговой компьютерной коммуникации, в которых распространение информации идёт способом, схожим с образом распространения эпидемий, и сводящимся к тому, что каждый или некоторые из узлов могут передавать обновляемые данные известным этому узлу соседям. Некоторые распределенные системы используют такой тип протокола, чтобы обеспечить распространение данных между всеми узлами распределённой системы. В некоторых сетях нет центрального реестра узлов, и использование gossip — единственный способ надёжно распространять между узлами общие данные. В качестве синонима этого термина также иногда используют словосочетание эпидемический протокол, имея в виду, что сплетни и вирусы распространяются в обществе схожим способом.

## Общая идея
Концепцию протокола-сплетника можно проиллюстрировать аналогией с офисными работниками, распространяющими слухи. Например, каждый час офисные работники собираются вокруг кулера для воды. Каждый сотрудник начинает общаться с другим, выбранным наугад, и делится с ним последними сплетнями. В начале дня Дэйв запускает новый слух: он рассказывает Бобу, что, по его мнению, Чарли красит свои усы. На следующей встрече Боб рассказывает об этом Алисе, а Дэйв повторяет эту сплетню Еве. После каждого похода к кулеру количество людей, услышавших этот слух, примерно удваивается (эта оценка не учитывает пересказ сплетни дважды одному и тому же человеку; возможно, Дэйв пытался рассказать эту историю Фрэнку, но обнаружил, что Фрэнк уже слышал её от Алисы). Компьютерные системы обычно реализуют этот тип протокола в форме случайного «однорангового выбора»: с заданной частотой каждый узел одноранговой сети случайным образом выбирает другой известный ему узел и передаёт тому обновлённую информацию.
Разумеется, аналогия с офисными сплетнями не точна. При реализации протоколов этой группы достижение хорошего качества обслуживания (то есть полного и своевременного распространения информации) обычно основывается на требовании, чтобы каждый из узлов-участников не дискриминировал другие узлы и обеспечивал быструю и надежную передачу данных одинаковым образом. В реальном сценарии офисных сплетен обычно не все сотрудники причастны к их распространению. Сплетни, в отличие от трансляций, носят дискриминационный характер, и некоторые сотрудники офиса часто не участвуют в жизненно важных или важных коммуникациях. Таким образом, сравнение с «офисными сплетнями» не так хорошо, как сравнение с распространением эпидемии, на которую социальный компонент влияет в меньшей степени. Тем не менее, название «gossip» устоялось и широко применяется.

## Детали и варианты реализации
Вероятно, существуют сотни вариантов конкретных протоколов, относящихся к этой группе. Постольку, поскольку Gossip — это идеология, а не стандарт, каждая конкретная реализация адаптируется к потребностям и сценарию использования, актуальными в конкретном случае.
Протокол Gossip может использовать некоторые из этих идей:
- Протокола реализует периодические, попарные, межпроцессные взаимодействия.
- Информация, которой узлы обмениваются во время этих взаимодействий, имеет ограниченный размер.
- Когда агенты взаимодействуют, состояние по крайней мере одного агента изменяется, чтобы отражать состояние другого.
- Надежной связи между узлами не предполагается.
- Частота взаимодействий мала по сравнению с типичными задержками при передаче сообщений, поэтому затраты на протокол незначительны.
- Выбор узла для взаимодействия происходит случайным образом.
- Узлы для взаимодействия могут быть выбраны из полного набора узлов или из меньшего набора соседей.
- За счет репликации происходит неявное дублирование доставляемой разными маршрутами информации.